# Підводні човни типу «Перла»
| Підводні човни типу «Перла»                                        | Підводні човни типу «Перла» | Підводні човни типу «Перла» |
| ------------------------------------------------------------------ | --- | --- |
| Classe 600 serie Perla                                             | | |
|                                                                    | | |
| Італійський підводний човен «Діаспро» типу «Перла». 31 серпня 1936 | | |
| Верф                                                               | Odero-Terni-Orlando, CRDA, Cantiere navale del Muggiano                                                                                    | Odero-Terni-Orlando, CRDA, Cantiere navale del Muggiano                                                                                    |
| Під прапором                                                       | Королівство Італія | Королівство Італія |
| Належність                                                         | Королівські військово-морські сили Італії                                                                                                  | Королівські військово-морські сили Італії                                                                                                  |
| Замовлення                                                         | 10 | 10 |
| Закладений                                                         | 10 | 10 |
| Спуск на воду                                                      | 10 | 10 |
| На службі                                                          | 1936–1947 | 1936–1947 |
| Загибель                                                           | 6 | 6 |
| Бойовий досвід                                                     | Друга світова війна Битва на Середземному морі                                                                                             | Друга світова війна Битва на Середземному морі                                                                                             |
| Проєкт                                                             | | |
| Попередній проєкт                                                  | тип «Сирена» | тип «Сирена» |
| Наступний проєкт                                                   | тип «Адуа» | тип «Адуа» |
| Основні характеристики                                             | | |
| Швидкість (надводна)                                               | 14 вузлів (25,9 км/год) | 14 вузлів (25,9 км/год) |
| Швидкість (підводна)                                               | 7,5 вузла (13,9 км/год) | 7,5 вузла (13,9 км/год) |
| Робоча глибина занурення                                           | 75 м | 75 м |
| Гранична глибина занурення                                         | 80 м | 80 м |
| Дальність плавання                                                 | 5200 миль (9600 км) на швидкості 8 вузлів у надводному положенні 74 милі (137 км) на швидкості 4 вузли (7,4 км/год) у підводному положенні | 5200 миль (9600 км) на швидкості 8 вузлів у надводному положенні 74 милі (137 км) на швидкості 4 вузли (7,4 км/год) у підводному положенні |
| Екіпаж                                                             | 47 офіцерів та матросів | 47 офіцерів та матросів |
| Розміри                                                            | | |
| Довжина найбільша (по КВЛ)                                         | 60,18 м | 60,18 м |
| Ширина корпусу найб.                                               | 6,45 м | 6,45 м |
| Середня осадка (по КВЛ)                                            | 4,7 м | 4,7 м |
| Водотоннажність надводна                                           | 695 т | 695 т |
| Водотоннажність підводна                                           | 855 т | 855 т |
| Силова установка                                                   | | |
| Дизель-електрична: 2 × дизельних двигуни FIAT 2 × електродвигуни   | | |
| Гвинти                                                             | 2 | 2 |
| Потужність                                                         | 1400 к. с. (дизелі) 800 к. с. (електродвигун)                                                                                              | 1400 к. с. (дизелі) 800 к. с. (електродвигун)                                                                                              |
| Озброєння                                                          | | |
| Артилерія                                                          | 1 × 100-мм корабельна гармата 100/47 | 1 × 100-мм корабельна гармата 100/47 |
| Торпедно- мінне озброєння                                          | 6 × 533-мм торпедних апаратів 12 торпед | 6 × 533-мм торпедних апаратів 12 торпед |
| ППО                                                                | 2 × 12,7-мм зенітних кулемети Breda Model 1931                                                                                             | 2 × 12,7-мм зенітних кулемети Breda Model 1931                                                                                             |

Підводні човни типу «Перла» (італ. Classe 600 serie Perla) — серія італійських прибережних підводних човнів, 600-ї серії, побудованих італійськими суднобудівельними компаніями для Regia Marina (Королівських ВМС Італії) у передвоєнний час. Всього було побудовано 10 підводних човнів цього типу, названих на честь корисних копалин, і
активно використовувалися під час Другої світової війни.
Під час Громадянської війни в Іспанії «Іріде» та «Онісе» були «позичені» фалангістському флоту, прийнявши імена Гонсалеса Лопеса та Агілара Таблада відповідно, як частину допомоги Італії режиму Франко. За часи Другої світової війні ці кораблі досягли певних успіхів, зокрема потоплення кораблем «Амбра» британського крейсера «Бонавентура» типу «Дідо», а також потоплення кількох торгових суден. Два човни цього типу «Іріде» і «Амбра» були переобладнані для транспортування підводних диверсантів 10-ї флотилії МАС. «Іріде» був переобладнаний у липні 1940 року, але був затоплений 21 серпня.
Справжньою подією стало переміщення «Перли» з бази Массава в Еритреї, яка разом із рештою сил в Італійській Східній Африці мала впасти під ударами військ Британської імперії, на атлантичну базу BETASOM у Бордо. Корабель, не призначений для такого роду випробувань, здійснив справжнє навколосвітнє плавання, огинаючи Африканський континент і згодом повернувся до Середземного моря через Гібралтарську протоку.

## Список підводних човнів типу «Перла»
| Човен      | Верф                                         | Закладка        | Спущений       | Введений до строю | Виведений | Статус |
| ---------- | -------------------------------------------- | --------------- | -------------- | ----------------- | --------- | --- |
| «Амбра»    | Cantiere navale del Muggiano, Ла-Спеція      | 28 серпня 1935  | 28 травня 1936 | 4 серпня 1936     | 1943      | 9 вересня 1943 року затоплений у бухті Ла-Спеції |
| «Берілло»  | Cantieri Riuniti dell'Adriatico, Монфальконе | 14 вересня 1935 | 14 червня 1936 | 5 серпня 1936     | 1940      | 2 жовтня 1940 року затоплений поблизу Сіді-Баррані глибинними бомбами британських есмінців «Хавок» і «Гейсті»                                                                                   |
| «Коралло»  | Cantieri Riuniti dell'Adriatico, Монфальконе | 1 жовтня 1935   | 2 серпня 1936  | 26 вересня 1936   | 1940      | 2 жовтня 1940 року атакований біля алжирської Беджаї британськими кораблями «Велокс», «Веномос», «Флітвуд» і «Енчантресс»; при спробі контратакувати затоплений тараном шлюпа «Енчантресс»      |
| «Діаспро»  | Cantieri Riuniti dell'Adriatico, Монфальконе | 21 вересня 1935 | 5 липня 1936   | 22 серпня 1936    | 1948      | 1 лютого 1948 року списаний на брухт |
| «Джемма»   | Cantieri Riuniti dell'Adriatico, Монфальконе | 7 вересня 1935  | 21 травня 1936 | 8 липня 1936      | 1940      | 8 жовтня 1940 року біля острову Родос помилково потоплений італійським ПЧ «Тричеко» |
| «Іріде»    | Odero-Terni-Orlando, Леричі                  | 3 вересня 1935  | 30 липня 1936  | 6 листопада 1936  | 1940      | 22 серпня 1940 року потоплений трьома торпедоносцями Fairey Swordfish з авіаносця «Ігл» |
| «Малахіте» | Odero-Terni-Orlando, Леричі                  | 31 серпня 1935  | 15 липня 1936  | 6 листопада 1936  | 1943      | 9 лютого 1943 року потоплений голландським ПЧ «Долфін» біля сардинського узбережжя |
| «Онісе»    | Odero-Terni-Orlando, Леричі                  | 27 серпня 1935  | 15 червня 1936 | 1 вересня 1936    | 1948      | 1 лютого 1948 року списаний на брухт |
| «Перла»    | Cantieri Riuniti dell'Adriatico, Монфальконе | 31 серпня 1935  | 3 травня 1936  | 8 липня 1936      | 1954      | 9 липня 1942 року біля Бейрута захоплений корветом «Гайоцинт». Переданий до складу Королівського флоту Греції, служив у грецьких ВМС під назвою «Матрозос» (Y-7). У 1954 році списаний на брухт |
| «Турчезе»  | Cantieri Riuniti dell'Adriatico, Монфальконе | 28 вересня 1935 | 19 липня 1936  | 21 вересня 1936   | 1948      | 1 лютого 1948 року списаний на брухт |